# Shi Meng
Shi Meng (en chino: 史萌; 13 de agosto de 1979) es una deportista china que compitió en triatlón. Ganó una medalla de bronce en el Campeonato Asiático de Triatlón de 2002.

## Palmarés internacional
| Campeonato Asiático | Campeonato Asiático | Campeonato Asiático | Campeonato Asiático |
| Año                 | Lugar               | Medalla             | Prueba              |
| ------------------- | ------------------- | ------------------- | ------------------- |
| 2002                | Xuzhou (China)      | Medalla de bronce   | Individual          |